# Gizur gullbrárskáld
Gizur svarti gullbrárskáld (apodado el negro, m. 1030) fue un vikingo y escaldo de Islandia en el siglo XI. Según Skáldatal estuvo al servicio de Olaf II de Noruega, y murió en la batalla de Stiklestad junto a su rey, a quien consideraba amigo y maestro. Es conocido por el poema Edda de Snorri y por un poema que le dedicó otro escaldo islandés, Hofgarða-Refr Gestsson.